# 孤独な惑星
『孤独な惑星』（こどくなわくせい）は、筒井武文監督による2011年公開の日本の恋愛映画である。

## あらすじ
真里（竹厚綾）は、マンションで一人暮らしをしている会社員だ。隣に住んでいる哲男（綾野剛）と亜理紗（三村恭代）の会話がいつも壁越しに聞こえてくる。ある日、哲男と廊下で出会ったことをきっかけに三角関係がはじまる。

## キャスト
- 真里 - 竹厚綾
- 哲男 - 綾野剛
- 亜理紗 - 三村恭代
- 水橋研二
- ミッキー・カーチス

## 評価
『The Japan Times』のマーク・シリングは「監督の筒井武文は、恋愛ドラマの紋切り型ではない状況に登場人物たちを導きながらも、見せかけの希望で物語を明るく締めくくる代わりに、解釈に開かれた夢のような結末を迎えさせている」と指摘した。